# Maschseefest

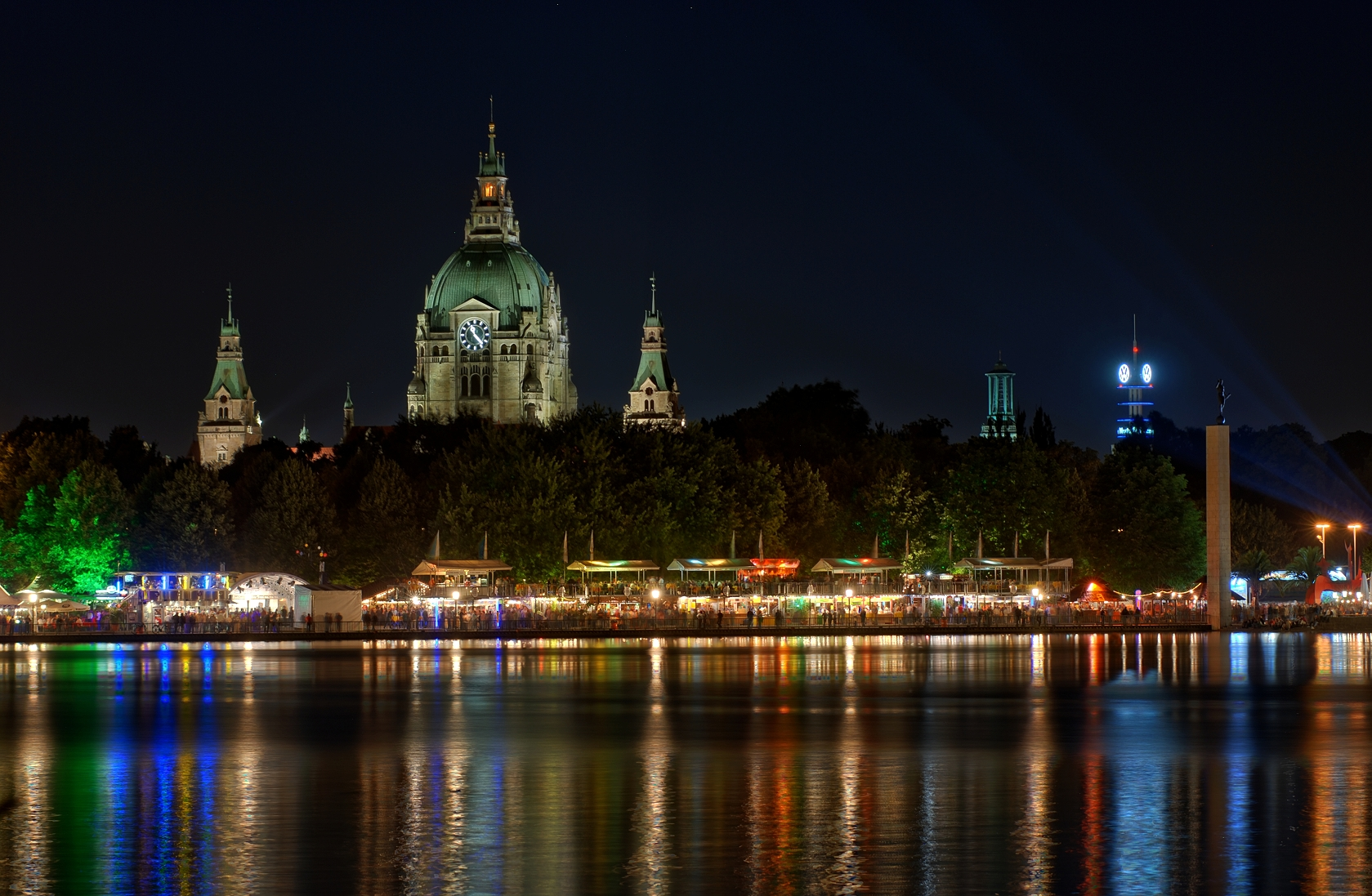
La orilla norte del lago durante la noche

La feria de Maschseefest (conocida anteriormente como Maschseetage) dura unas tres semanas y se celebra cada verano en Hannover en los alrededores del lago Maschsee. 

## Historia

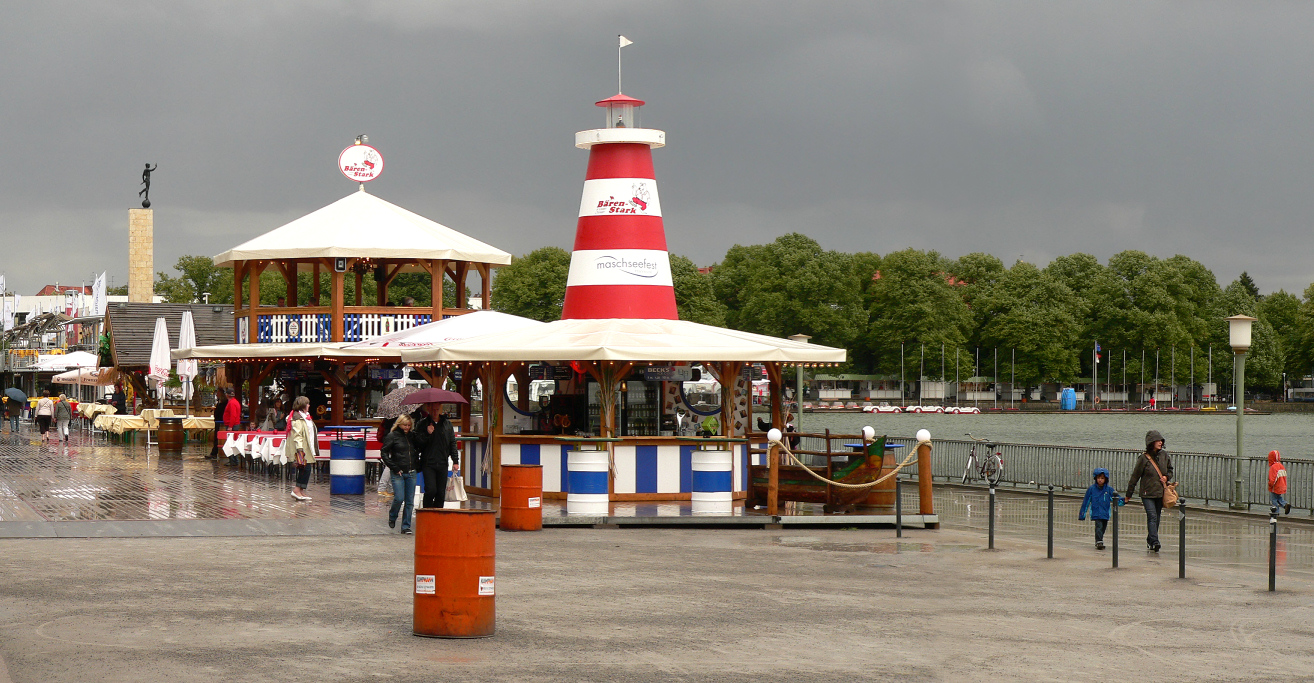
Paseo gastronómico en la orilla norte

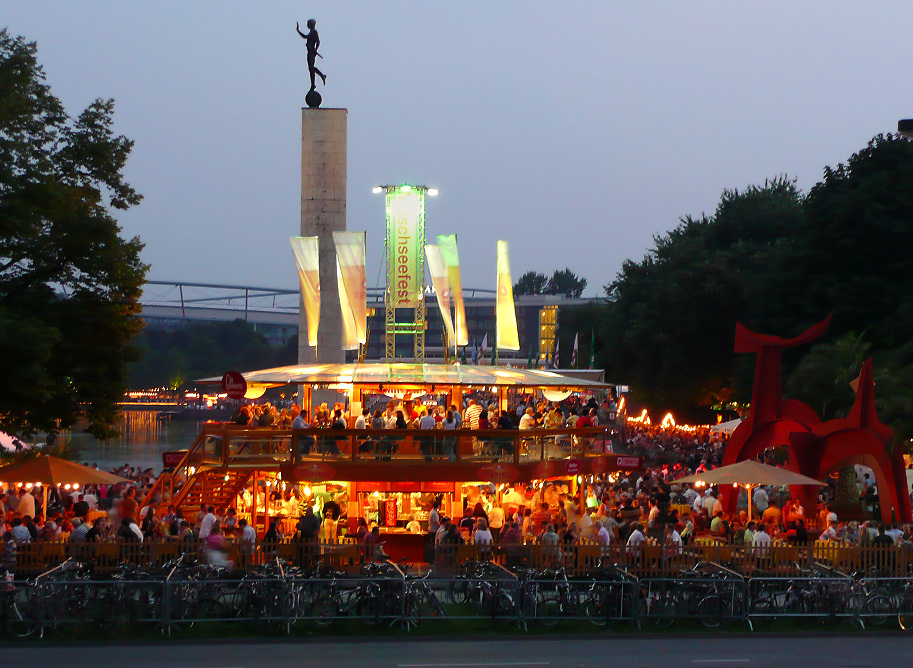
Maschseefest (2008), columna del portador de la antorcha olímpica en la orilla norte

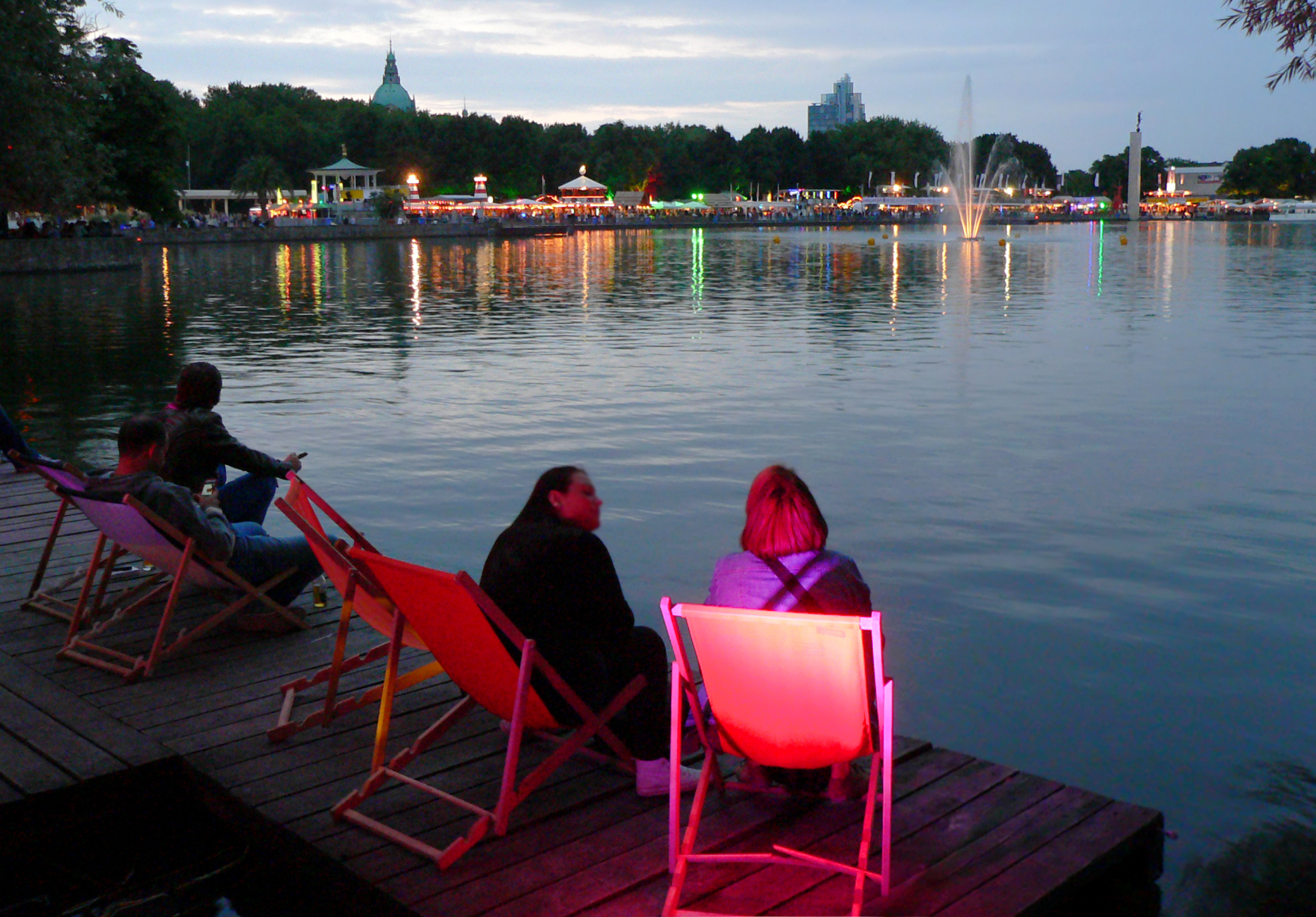
El lago Maschsee al atardecer

Las festividades de Maschseetage empezaron a celebrarse en 1950 en el marco del campeonato de piragüismo alemán, conocido por los piragüistas de Hannover como la Semana de deportes acuáticos.  Continuaron celebrándose durante una década y media junto con actividades de ocio relacionadas con el deporte.
Aunque en los años setenta se intentó que estas festividades volvieran a ganar popularidad, el verdadero origen de la actual Maschseefest se remonta al año 1986. En febrero de ese año, tras varias semanas de heladas, se realizó una "feria del hielo" no solo alrededor del lago, sino también sobre él. Esta feria batió el récord de participación con unos 170.000 asistentes. Asimismo, se celebró el 50.º aniversario de la inauguración del lago artificial Maschsee.
En 1986, el primer año que se celebró, acudieron unas 70.000 participantes. Hoy en día la Maschseefest es uno de los mayores eventos del norte de Alemania con más de 2 millones de asistentes. Según los datos de la organización, en el año 2009 aproximadamente un 40 % de los asistentes era de fuera de Hannover.
En 2010, sus cinco escenarios contaron con la actuación de 120 grupos musicales y 25 espectáculos artísticos. En 2011, la organización trató de conseguir un ambiente más marítimo en los puestos de comida y en las actuaciones a través de elementos decorativos de temática pirata, faros o zonas chill out similares a las que se encuentran en las playas.

## Actividades
La feria de Maschseefest da comienzo con una fiesta de apertura con actuaciones  musicales, espectáculos de danza y exhibiciones de disfraces. Celebrada al aire libre, ofrece una variada mezcla de música en directo, espectáculos artísticos y gastronomía. También son frecuentes las actuaciones de bandas tributo profesionales que versionan a grupos como Dire Straits, U2, The Beatles, AC/DC, Billy Idol, Status Quo o ABBA. Además, los fines de semana actúan músicos famosos. Cada año la feria cuenta con la participación del músico hamburgués Lotto King Karl (datos del 2013).
La zona principal de la feria se ubica en la orilla norte del lago, que cuenta con un escenario situado en el largo paseo y en la que se puede disfrutar de una variada oferta gastronómica. Otros lugares importantes con grandes escenarios son Löwenbastion (el bastión de los leones), en el puerto sur, que contó con una zona ambientada al estilo irlandés llamada Temple Bar hasta 2013, y Maschseequelle, la bomba hidráulica del lago.
El número de eventos y de organizadores ha ido aumentando a lo largo de los años. Así, conforme fue creciendo la feria, los distintos puntos de interés, que estaban separados entre sí, acabaron uniéndose. La feria también ofrece actividades para grandes y pequeños: un castillo hinchable, zona de juegos, manualidades o Torwandschiessen (una pared con agujeros donde se lanza una pelota para marcar goles). Asimismo, la compañía de transporte üstra GmbH (filial de las compañías de servicios de transporte üstra de Hannover) oferta viajes en un barco turístico decorado como barco pirata que recibe el nombre de Üstralala y en el que todos sus pasajeros pueden ser piratas por un día. También se puede, por ejemplo, nadar en el lago por la noche con antorchas o montar en canoas con forma de dragón.

## Galería de fotos

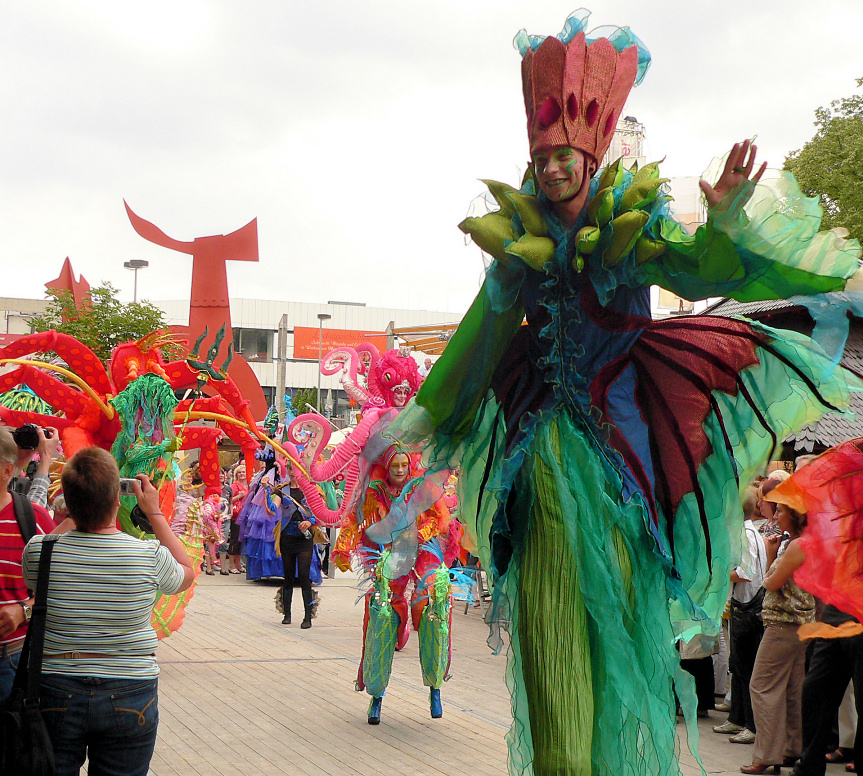
Desfile de zancos en la apertura de 2010
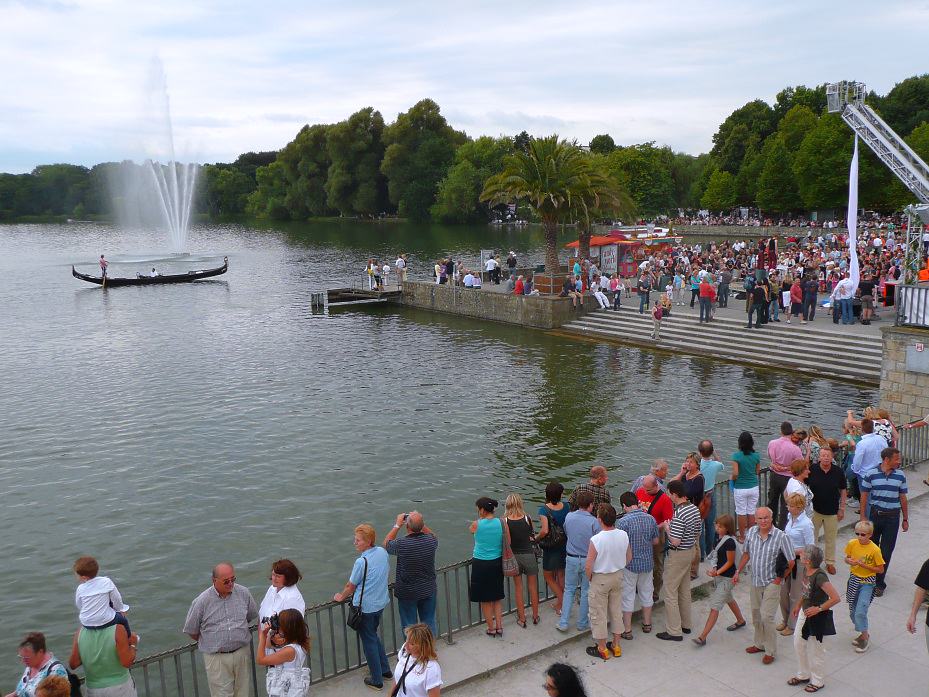
Góndolas venecianas en el lago
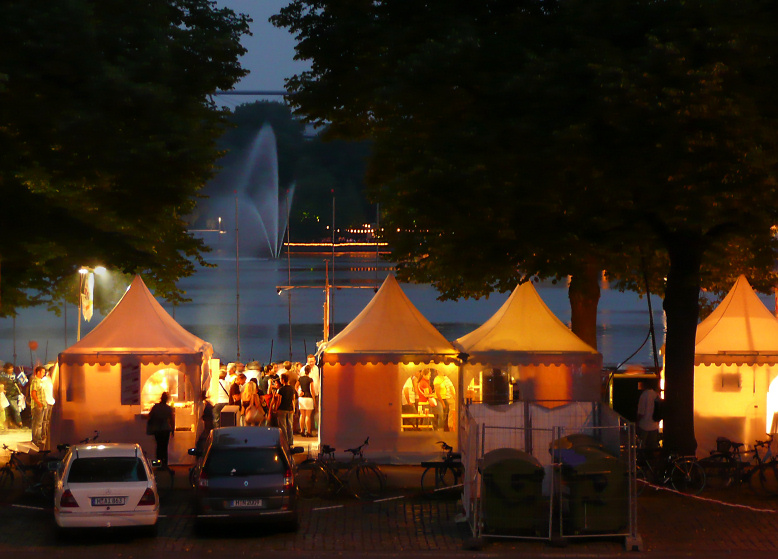
Casetas en la orilla este del lago
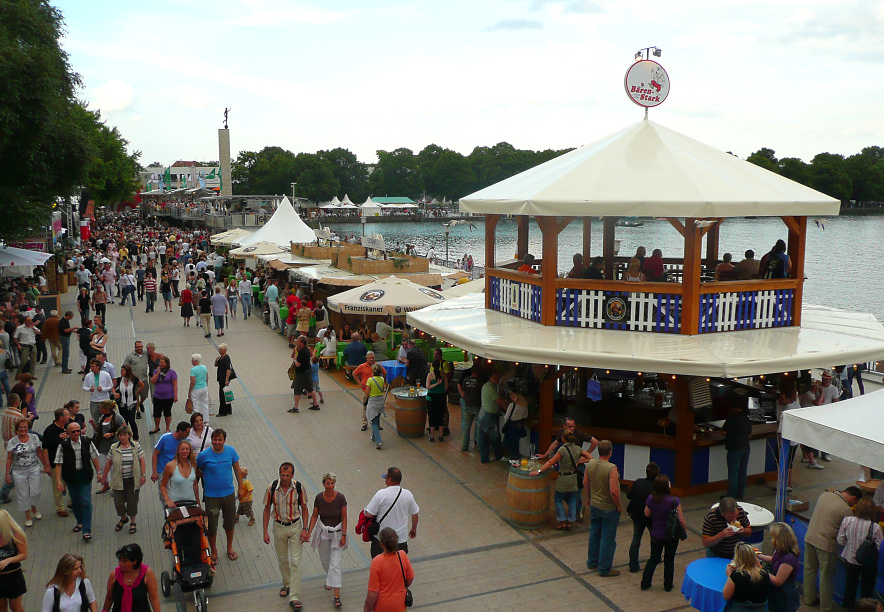
Puestos de comida en el el paseo de la orilla norte
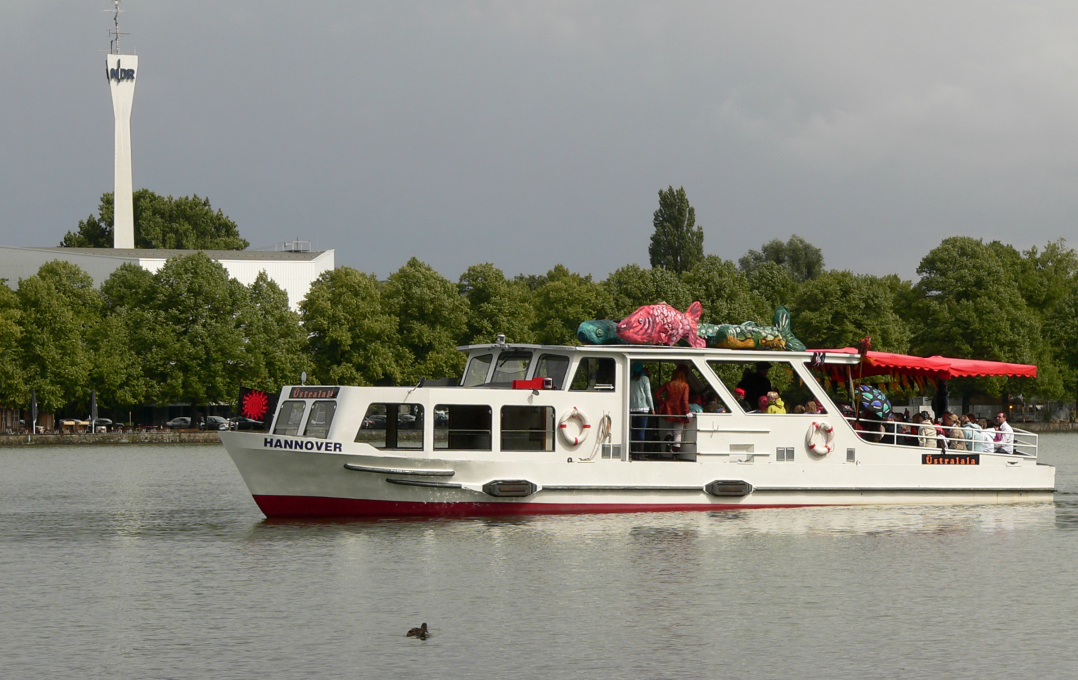
Üstralala, barco decorado como barco pirata